# Donkere Duinen
De Donkere Duinen is een bos in Den Helder in de Nederlandse provincie Noord-Holland. Het bos is onderdeel van Natura 2000-gebied Duinen Den Helder-Callantsoog en bestaat uit een publiek toegankelijk en een afgesloten deel. Het westelijke afgesloten deel maakt deel uit van de Grafelijkheidsduinen. Aan de zuidkant is de Jan Verfailleweg de grens met natuur- en recreatiegebied Mariëndal. Aan de noordoostkant is natuurgebied Refugium gelegen. Het Hengstepad dat de noordelijke grens van het bos vormt is vernoemd naar een inmiddels verdwenen paardenfokkerij.
Tot het einde van de vijftiende eeuw was het duingebied waar het bos ligt een eiland genaamd Ooghduinen. Oogh (oog) betekent eiland en de naam veranderde via d' Ogerduinen tot Donkere Duinen. Ook de nabij gelegen Doggersvaart, de zuidelijke komgrens van Den Helder, en De Doggershoek zijn vernoemd naar het gebied. Door verzanding van om het eiland heen liggende zeegaten kwam het aan het eiland Huisduinen vast te liggen. Net als Huisduinen was graaf Lamoraal van Egmont eigenaar van het gebied. Het gebied maakte deel uit van een groter gebied dat in 1599 door Isaac le Maire uit de inboedel van de graaf werd aangekocht. In 1610 werd de Van Oldenbarneveltsdijk aan de zuidkant van het gebied aangelegd waardoor het eiland verbonden werd met het vasteland.
Het gebied bleef tot 1789 in eigendom van 'de Erven van Le Maire' die het toen verkochten het aan het Rijk. Het Rijk verpachtte het gebied voor de jacht tot gemeente Den Helder het kocht vanwege benodigde waterwinning. Het westelijke deel werd gebruikt voor de waterwinning terwijl voor het oostelijke deel plannen voor bebossing werden gemaakt. Het plan om een gedeelte van de duinen te bebossen stuitte ook op kritiek, onder meer van de directeur van het Zoölogisch Station in Den Helder, het huidige NIOZ, vanwege het verlies van vochtige duinvalleien en bijzondere planten. Het plan vond echter doorgang en het naaldbos met Oostenrijkse dennen werd vanaf 1917 als werkverschaffingsproject aangelegd.
Vanaf oktober 1973 leefde in het bos de in die tijd enige wilde oehoe van Nederland. De uil werd in februari 1981 door een onbekend persoon neergeschoten, iets wat hij niet overleefde. In het bos was een houten uitkijktoren te vinden welke door het steeds hoger groeien van de bomen geen weids uitzicht meer gaf. In 2003 werd de toren vervangen door een nieuwe toren in het naastgelegen Mariëndal.
Tot 2010 was bij de ingang van het bos een kinderboerderij met onder andere konijnen, varkens, pauwen en een hertenkamp te vinden. In 2010 is dit verplaatst naar nieuwbouw: De Helderse Vallei. Aan de oostzijde van het bos bevond zich vanaf 1951 Camping De Donkere Duinen. De camping verdween in 2022 na verkoop aan een projectontwikkelaar die van plan is om op het terrein luxe vakantiehuizen te bouwen. Ook was er tot dat jaar een vogelasiel gevestigd. Er zijn plannen voor een nieuwe wildopvang bij bezoekerscentrum De Helderse Vallei maar voordat deze kon worden gerealiseerd sloot het vogelasiel zijn deuren in verband met achterstallig onderhoud. In 1923 werd in de zuidwesthoek van het bos uitspanning Duinoord geopend met speeltuin. Na diverse eigenaren is het anno 2024 een steakhouse-restaurant. Achter het restaurant bevindt zich een hotel.
Het publiek toegankelijke deel van het bos wordt beheerd door gemeente Den Helder en het afgesloten deel door Landschap Noord-Holland. Het oorspronkelijke naaldbos verandert langzaam in een loofbos. In het bos is een vijver gelegen met een eiland, naast diverse andere diersoorten leven hier tot enkele tientallen moerasschildpadden. Dit zijn voormalige huisdieren die zich hier zijn gedumpt maar zich door het relatief koude klimaat niet kunnen voortplanten. De oudste gevonden vermelding van de schildpadden op internet stamt uit 2010 en anno 2024 zijn de schildpadden nog aanwezig. Verder is er een kolonie blauwe reigers te vinden van circa 50 paren. In het bos bevinden zich restanten van een aardwetenschappelijke wandelroute in de vorm van groene palen met daarbij fossielen, zoals versteend hout. Dit pad werd begin jaren 1990 aangelegd. Aan de zuidwestzijde bevindt zich een restaurant en een hotel.
Donkere Duinen · Duinpark · (voormalig) Julianapark · (voormalig) Kennedypark · Kreekpark · Loopuytpark · Mariëndal · Quelderduyn · Rehorstpark · Schooterduinpark · Stadspark · Timorpark · Van der Vaartplantsoen